# Penepodium haematogastrum
Penepodium haematogastrum är en biart som först beskrevs av Maximilian Spinola 1851.
Penepodium haematogastrum ingår i släktet Penepodium och familjen grävsteklar. Inga underarter finns listade i Catalogue of Life.